# Cocquerel
Cocquerel település Franciaországban, Somme megyében. Lakosainak száma 219 fő (2022. január 1.). Cocquerel Ailly-le-Haut-Clocher, Fontaine-sur-Somme, Francières, Long és Pont-Remy községekkel határos.

## Népesség
A település népességének változása:
| Lakosok száma | 232  | 234  | 229  | 227  | 223  | 219  | 218  | 219  |
|               | 2013 | 2015 | 2017 | 2018 | 2019 | 2020 | 2021 | 2022 |